# Тюркдоган, Семих
Ахмет Семих Тюркдоган (тур. Ahmet Semih Türkdoğan, 1912, Стамбул — 16 мая 1994) — турецкий легкоатлет, выступавший в беге на короткие дистанции. Участник летних Олимпийских игр 1928 года.

## Биография
Ахмет Тюркдоган родился в 1912 году в османском городе Константинополь (сейчас Стамбул в Турции).
Выступал в легкоатлетических соревнованиях за «Галатасарай» из Стамбула. Десять раз становился рекордсменом Турции — четыре раза в беге на 100 метров (1928—1929, 1932, 1935), один раз в беге на 200 метров (1931), пять раз в эстафете 4х100 метров (1927 — дважды, 1928, 1930—1931).
В 1928 году вошёл в состав сборной Турции на летних Олимпийских играх в Амстердаме. В беге на 100 метров занял последнее, 5-е место в 1/8 финала. В эстафете 4х100 метров сборная Турции, за которую также выступали Шинаси Шахингирай, Хайдар Ашан и Мехмет Али Айбар, заняла последнее, 4-е место в полуфинальном забеге.
Умер 16 мая 1994 года.

## Личный рекорд
- Бег на 100 метров — 10,6 (30 августа 1935, Стамбул)[2]